# 古斯艾蘭 (紐約州)
古斯艾蘭（英語：Goose Island）是位於美國紐約州華盛頓縣的非建制地區。

## 地理
古斯艾蘭所處的海拔為高於海平面219米（即719英呎），而該地所採用的時區為UTC-5，即北美东部时区（EST）。同時該地設有夏令時間，為UTC-5調快一小時，即UTC-4（EDT）。